# Ekoby
Ekoby är ett bostadsområde med bland annat energisnåla hus, som byggts med naturvänliga och "sunda" material. En ekoby skall ha miljövänliga energikällor och möjlighet till viss självhushållning, som odling och djurhållning. I en ekoby används ofta småskalig, lokalanpassad VA-teknik och avfallshantering. Stor vikt läggs på lokalt inflytande i boende och planering. 
Begreppet ekoby kom till på 1990-talet, men boendeformen har funnits mycket längre. Ekobyarna bygger på viljan att skapa ett hållbart samhälle och gemenskap. Det finns inga exakta gränser för vad som räknas som ekoby, innehållet utvecklas ständigt. Nya ekobyar växer hela tiden fram på landsbygden och i staden. Sedan Boverkets definition 1991 har den tekniska utvecklingen gått mycket snabbt framåt likaså har kunskapen och medvetenheten bland politiker och allmänhet ökat väsentligt.  Från att ha varit en ganska trevande företeelse växer nu ekobyrörelsen både i Sverige och runt om i världen.[källa behövs] Idag finns stora kunskapsbanker i form av nationella och internationella nätverk och forskningsprojekt att dra nytta av.[källa behövs]

## Bilder

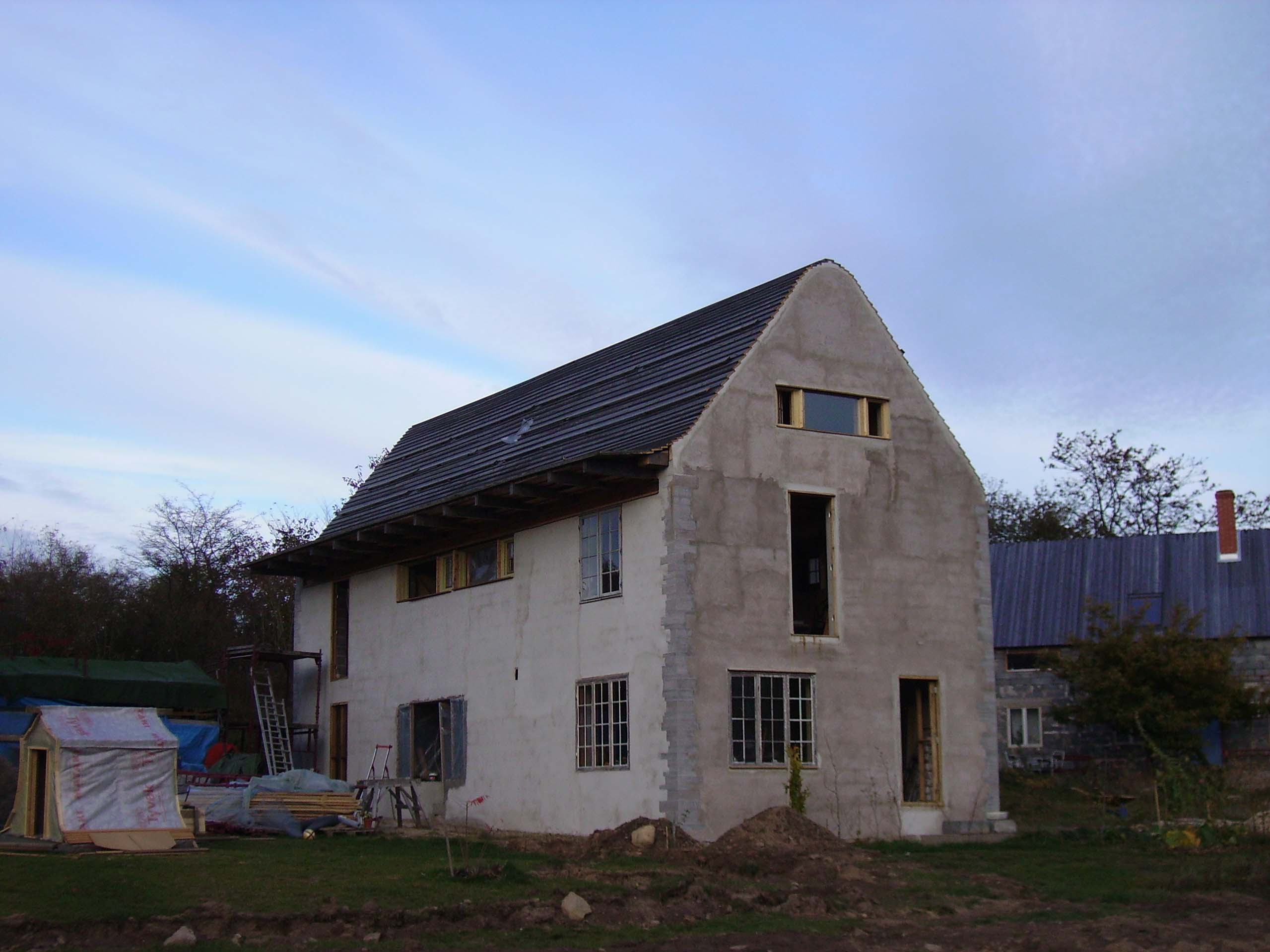
Ekoby
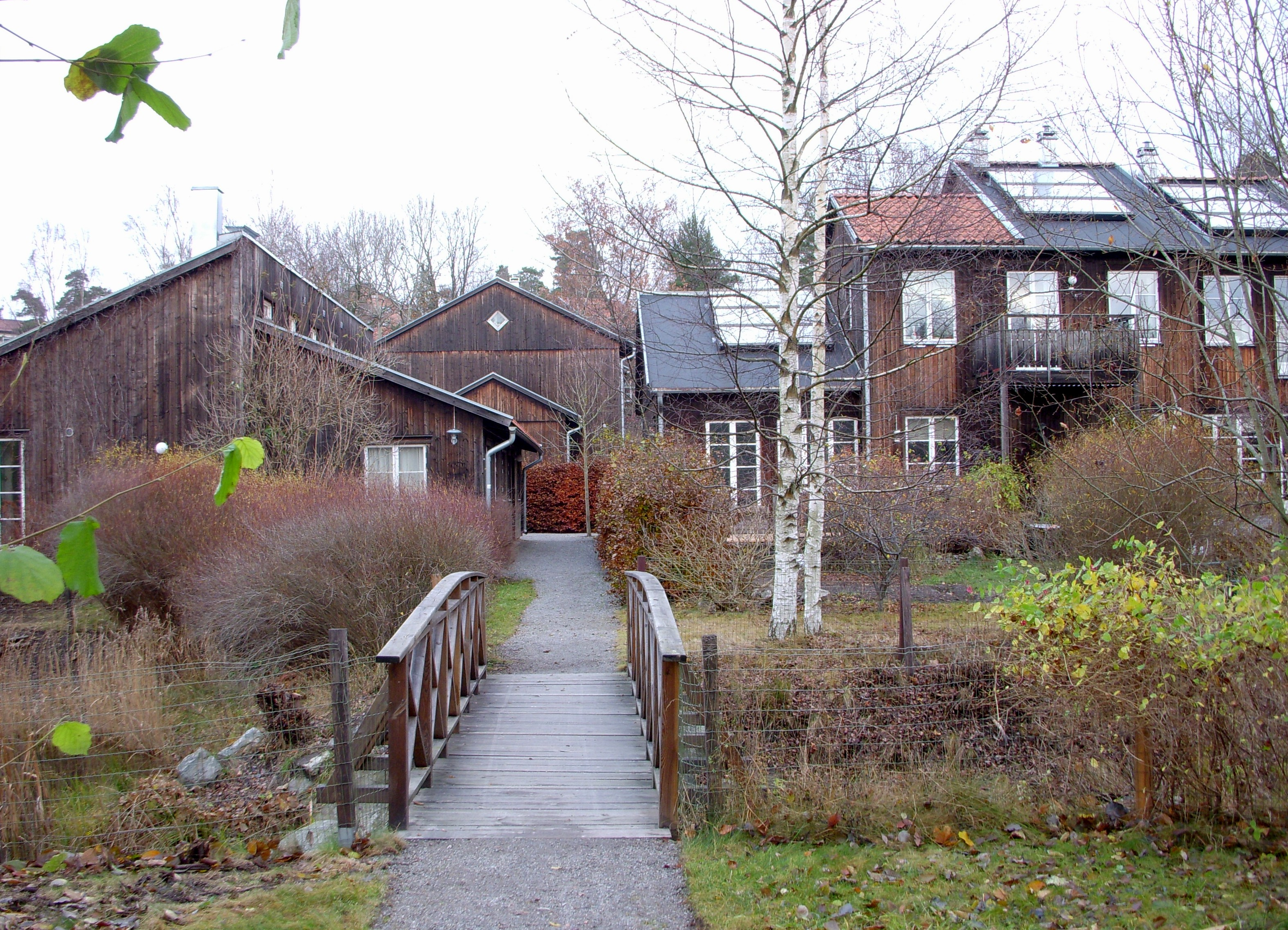
Understenshöjden i Björkhagen, Stockholm